# ASCC3
La subunidad 3 del complejo 1 cointegrador de la señal de activación (ASCC3) es una proteína codificada en humanos por el gen ASCC3.

## Interacciones
La proteína ASCC3 ha demostrado ser capaz de interaccionar con:
- RELA[3]
- c-Jun[3]
- Factor de respuesta al suero[3]